# ネクストキング 恋の千年王国
ネクストキング 恋の千年王国（ネクストキング こいのせんねんおうこく）は、1997年6月27日にバンダイから発売されたプレイステーション用ゲームソフト。1997年11月20日にセガサターンに移植された。企画、脚本、監督は桝田省治。開発はアルファ・システム、MARS。発売時のキャッチフレーズは「愛は惜しみなく奪い合え!」。

## 作品概要
このゲームのジャンルは「恋愛対戦RPG」と銘打ってあるがボードゲームの要素が非常に強く、移動距離、戦闘時のダメージ、女の子の好感度はすべてサイコロの目で決められる。舞台は中世の（いわゆる剣と魔法の）王国ハーブランド。プレイヤーは4人の王子のうちの1人となり次の王様を決める選挙に参加することになる。有権者である12人の可愛いが、一癖も二癖もあるヒロイン達の心を掴み、最終的に自分に投票させることが目的、となっているが、実は王様になれるかはさほど重要ではなく、最終的に投票の後、その自分に投票してくれたヒロインの中の1人に告白し、OKされるのが真の目的。王様になれても告白に成功しなければ結果発表画面での扱いは悪い。また、複数人が同時にプレイ可能な恋愛ゲームという、他にあまり例を見ないユニークな一面を持つ。
彼女達に気に入られるための方法は、彼女達の家に日参してデートに誘ったり、彼女達の親に気に入られるよう修行を積んだり、貢物を捧げたりと様々である。

## ゲームの流れ
プレイ期間は一人用の場合は一年間、多人数プレイの場合は1ヶ月から3ヶ月まで選択でき、1日を1ターンとして4人が1回ずつ移動、行動する。CPUの会話シーンや戦闘などはスキップされるが移動はスキップされない。当然ながら多人数プレイ時の人間のターンは全てスキップされず、一人用モードはイベントも多く期間が一年間あるため、プレイにかかる時間は総じて長め。
週の頭に、その週の後半に冒険に向かう場所が王様（初回はアンゼリカ）から発表される。
プレイヤーは一週間のうち月曜から水曜までの3日間、サイコロを振って移動し、城下町にある有権者であるヒロインの家に赴き週後半の冒険に誘う。基本的にはヒロインの自宅に訪問して誘う事になるが、外出していたり、他のヒロインの家に遊びに行っている場合もある。ヒロインの性格にもよるが、先に約束していてもより好感度の高い王子から誘われればそちらを優先する事がある。週の開始時にヒロインが王子全員or好感度の高い個人に同行の依頼に来る場合があり、その週の冒険ではそのヒロインのイベントが発生する。デートの誘いに失敗した場合は週後半開始時にアンゼリカがパートナーを紹介してくれる。
週後半の木曜から日曜の4日間には、その週の頭に王様から発表される指定の場所にパートナーと同行し、冒険をすることになる。この冒険は、双六の要領でサイコロを振りながら進み（サイコロの目の範囲内では好きなマスに止まる事が出来る）、ゴール地点で通常はボスキャラとの対決となる。ボス戦がなく特定のアイテムを探索する週もあり、1度で目標を達成できなかった場合の予備に設定されている週の場合は目的がない事もある。その冒険に関わるヒロインと同行してボスを倒せばイベントを見ることが出来る。冒険中にはモンスターを倒して同行のヒロインに格好いいところを見せたり、プレゼント用の宝物を手に入れたり、他の王子に決闘を申し込んで相手の足を引っ張り合うことも可能（勝てば相手の好感度を下げ、アイテムを一つ奪える）。
冒険中のフィールドは最初はそれぞれのマスのパネルが閉じており、通過することでパネルが裏返って宝箱やモンスターが現われる。最初から見えている場合もある。パネルを開けながら通過してモンスターを出現させた時点では戦闘にはならず素通りできるが、宝箱を開けることも出来ない。次に通るプレイヤーは宝箱を開けながら移動できるが、モンスターがいるマスでは必ず止まらなければならない。他の王子がいるマスでは決闘を申し込むか何もしないで止まるか選ぶ事が出来る。フィールドではヒロインが移動のサイコロを増やしてくれたり、移動終了後に再移動させてくれたり、アイテムをくれたりする場合もあるが、時には移動のサイコロを減らされたり、一回休みにさせられてしまう場合もある。そのマップに関わるイベントが発生するヒロインは再移動させてくれる確率が高くなる。
戦闘はお互い1度ずつサイコロを振って出た目がダメージになる。その戦闘中に倒せなかった場合は引き分けになり、消費したHPは回復しないので再戦すればいずれは倒せる（消耗した王子を決闘で倒したり、モンスターの止めを刺したりして漁夫の利を狙う事も可能）。ヒロインも戦闘に参加するが強さに違いがあり、それぞれ振るサイコロの数や良い目の出やすさが違う。中には逃げてしまうヒロインもいる。ヒロインの強さは好感度の順位でも変化するが、性格によっては逆に弱くなることもある。武器や防具を持っていればその数値ぶんの攻撃力増加やダメージ軽減の効果がある（複数持っていても一番強い物しか適用されない）。巻物や気合のサイコロなどのアイテムを使用することも可能。勝てば同行しているヒロインの好感度が上がるが、負ければ別のマスに飛ばされてそのマップに居る全員のヒロインの好感度が下がる。プレゼントするよりも戦闘で勝ったほうが好感度が上がりやすいヒロインもいる。
冒険中、モンスターを倒して一定の経験値を稼げばレベルアップしてその場でHPが全快する。レベルアップで上がるパラメータ自体はゲームに直接の影響を及ぼさないが、低いとヒロインの親が娘に会わせてくれない場合がある。パラメータはそれぞれのヒロインの家の親の元で修行して上げる事も可能。
日曜日が終わると冒険は終了し、その週で一番活躍した王子が週間MVPに選ばれ、王様から気合のサイコロを1つ貰える。MVPは冒険だけではなく週前半の行動も考慮される。MVPとは別に、王様の依頼を達成していれば特別な褒賞が貰える場合もある。その週での順位が次の週の行動順となる。
水曜と日曜終了後にデータセーブが行えるが、一般的なゲームと違って「セーブしなくてもいいよね？」と聞いてくるのでボタンを連打しているとセーブせずに先に進む事になってしまう（このゲームはランダム性が強く、特に一人プレイ時は頻繁にロードする必要があるため、セーブは重要）。
サイコロは移動の他にも、戦闘時の攻撃力、好感度上下の数値、修行の成否など、多数の要素の判定で使用する。数値が大幅に変化する場合などは大量のサイコロを振ることになる。好感度が下がる時はサイコロを振らずに「サイコロ○個分下がった」と表示され、実際にどれだけ下がったかは非表示となっている。
このゲームの重要アイテムに「気合のサイコロ」という物があり、それを使うことで移動・攻撃時に一度に振るサイコロの数を増やすことが出来る。通常の移動・攻撃時は2個だが、気合のサイコロは持っている数を全て費やすことが可能。移動にサイコロを使用すれば素早くボスの所まで行けるが苦戦する可能性がある。移動に使わずに地道に行けば当然ボス戦が楽になるが、モタついていると他の王子がボスを倒してしまうかもしれない、というようなジレンマが生まれる（ヒロインが移動回数を増やしてくれる可能性も考慮する必要がある）。どこで使うかで個人のプレイスタイルの違いを生じ、自由度が高くなっている。
アイテムは装備品、消耗品、プレゼント、キーアイテムなど全てを含めて10個までしか持てず、その枠内でやり繰りする事になる。
ヒロイン達には好みのアイテムの種類が設定されており、複数の好みの特徴が重なっているアイテムをプレゼントすると、より好感度上昇率が高い。アイテムの特徴が複数ある関係で、好みの特徴を持つアイテムを渡さなかったヒロインの好感度は若干下がるため、どれを誰にプレゼントするか考える必要がある。ヒロインに会った時や冒険中、そのヒロインが好きなアイテムを所持しているとねだられることがあり、その時にプレゼントすれば好感度が通常時よりも大きく上がるが断れば大きく下がる。それが装備品や重要アイテムの時は悩みどころ。また、ヒロインによっては強制的にプレゼントさせられる（奪われてしまう）場合もある。
規定の日数がすぎると次期国王の投票となる。有権者のヒロインが誰に投票するかは好感度で決まる。同票になった場合はアンゼリカが投票に参加する。自分に投票してくれたヒロインの中から告白相手を選べるが、好感度が足りずに断られる場合もある。また、一人用時はヒロインごとに結婚の条件が設定されており、それを達成しないと結婚できない。断られても他に結婚条件を満たしているヒロインが居れば王様が相手を紹介してくれる事もあり、それによりエンディングが変化する場合がある。また、王様になっていないが告白が成功した時にエンディングが変化する場合もある。

## キャラクター
舞台のハーブランドという名の通り、キャラにはハーブの名前が付けられている（特にヒロインは、姓名それぞれに別のハーブの名前が用いられている）。それぞれの名前の元になったハーブについては、名前のリンク先を参照。WEB、攻略本、マニュアル記載のプロフィールに食い違いがある物は、マニュアル記載の物を優先した。

### メインキャラクター
主人公（声：古本新之輔 ※ドラマCD版）
4人の王子（バジル、オレガノ、マグワート、リンデン）のうちの1人を選んでプレイヤーが操作する。プレイヤーの人数が1人～3人の場合は残った王子をCPUが操作する。上記の名前はCPU時の物。プレイヤーに名前を付ける場合は自動的に4文字目が省略され、名前の後の部分があらかじめ決められた数パターンからランダムに変更されてしまう（回避不能）。サイコロの出目はキャラクターごとにある程度傾向があり、バジルは全てにおいて平均的、オレガノは戦闘は不得意だが移動力が高い、マグワートは戦闘が得意だが移動力は低い、リンデンは数値の振れ幅が極端、となっている。プロフィール画面に出るニックネームは全20種類 の中からランダムで決定される。
アニス・ダンデライオン （声：天野由梨）
ニックネーム：ミス・ワガママ
年齢：16歳、誕生日：4月9日、血液型：AB型 、身長：157cm、3サイズ：B78・W56・H81、靴のサイズ：23cm
好きな物：赤い物、ダイヤモンド、薬品
国一番の大金持ちの貴族の娘。箱入りで育ったために世間の常識に疎く、その態度は高飛車にも映るが、決して悪気があるわけではない。冒険にはまったくといって良いほど役に立たず、プレイヤーが不利になる事も多いが、いろいろなアイテムを気前良くくれる。
カモミール・アーティチョーク （声：冬馬由美）
ニックネーム：恐怖の人体実験娘
年齢：18歳、誕生日：3月7日、血液型：B型 、身長：160cm、3サイズ：B78・W55・H78、靴のサイズ：23cm
好きな物：魔法関係、巻物、薬の素材、化粧品、呪われた物
大魔道師マジョラムを祖母に持ち、魔法使いの母と化学者の父を持つ化学マニア。研究の為には人体実験も辞さない。極度の近眼のため常にグルグル眼鏡をかけており、自分の容姿にコンプレックスを持つ。とある研究に没頭している。その研究に必要な素材集めを依頼してくるが、素材の中には他のヒロインの結婚条件を満たす為に必須のアイテムも存在するので素材にするかどうかで択一となる。
キャラウェイ・ゴールデンロッド （声：勝生真沙子）
ニックネーム：仮面の美女
年齢：19歳、誕生日：2月20日、血液型：A型 、身長：170cm、3サイズ：B88・W60・H90、靴のサイズ：24cm
好きな物：武器、防具、ドレス
騎士団長の娘で本人も腕の良い騎士。かつて父親が征伐した魔物・チャービルの呪いにより、醜い仮面を被って生まれる。実母もそれにショックを受けて発狂し、間もなく死去。どんな方法でも外せない仮面の為に、周囲からも忌み嫌われて来た事で人生に絶望しており、自殺願望に苛まれている。
戦闘能力が高く頼りになるが、アンデッドモンスターが苦手で、それらに対するダメージは最低値で固定されてしまう。この対処にはダメージ増加のアイテムが必要となる。
彼女とのエンディングには直前にアニメーションが組み込まれている（理由は彼女を主体に進める中で判明する）。
クミン・ケイパーブッシュ （声：皆口裕子）
ニックネーム：弱虫くノ一
年齢：15歳、誕生日：8月1日、血液型：A型 、身長：162cm、3サイズ：B83・W56・H85、靴のサイズ：23.5cm
好きな物：カギ、指輪、緑色の物
くのいち。先代の国王に恩義があり、誠心誠意国に仕えているが、敵に出会うとすぐに逃亡したがるなど実力が伴わない。
しかし、展開次第では彼女自身に関する秘密が明かされることになるが、その目標がディルと同一である為、ディルとの同時攻略が出来ない。

コリアンダー・ウォータークレス （声：井上喜久子）
ニックネーム：沈黙の歌姫
年齢：20歳、誕生日：12月12日、血液型：A型 、身長：164cm、3サイズ：B83・W57・H85、靴のサイズ：23.5cm
好きな物：青い物、楽器、指輪以外の装飾品
宮廷楽士。以前は国一番の美声を持つ歌い手だったが、目の前で母親を吸血鬼に殺されて以来、ショックで声を出せなくなっている。そのため、ハープの音色で感情を表現する。
ゲームの展開次第では声を取り戻すことができる。
サフラン・ジプシーワート（声：丹下桜）
ニックネーム：恋の水先案内人
年齢：15歳、誕生日：6月26日、血液型：不明 、身長：152cm、3サイズ：B80・W53・H82、靴のサイズ：22.5cm
好きな物：丸い物・球体、水晶関係、クツ
駆け出しの占い師。恋占いはよく当たると評判（全キャラの好感度の目安になる）。今時の軽薄な少女のような無責任な言動が目立つ。戦闘時は、好感度が高い王子の前では猫をかぶって弱くなる。

ジンジャー・ビーバーム （声：荒木香恵（現・荒木香衣））
ニックネーム：かわいい守銭奴
年齢：13歳、誕生日：10月8日、血液型：B型 、身長：138cm、3サイズ：B77・W50・H78、靴のサイズ：21.5cm
好きな物：金目の物
質屋の娘。父親の作った借金を返すため、日々ケチケチと働いている。幼いがかなりのしっかり者。アイテムをプレゼントすると価値に応じて数個の気合のサイコロをくれるので非攻略対象時でも重要度が高い。しかしその一方でとんでもないまでの守銭奴であると同時に、金になりそうなものであれば何でも開けてしまう為、それが元で凶悪な魔物達の封印を次々に解くというトラブルメーカーであり、ゲームに出てくるボス（のほぼ全て）はジンジャーが原因で復活した者達である。
チコリ・ワームウッド （声：高山みなみ）
ニックネーム：秘宝コレクター
年齢：16歳、誕生日：5月16日、血液型：B型 、身長：154cm、3サイズ：B83・W55・H83、靴のサイズ：23cm
好きな物：七大秘宝、水着、金製品
錠前職人の娘。父親は既に他界、母親は妖精の森で眠り続けている為、祖母との二人暮し。鍵開けが得意で、鍵なしで扉を開くことができる。また、戦闘も得意。他の王子からアイテムを盗んでくることも。呪いにより眠り続ける母親を目覚めさせるために、「七大秘宝」と呼ばれる世界中に散らばる宝物を集めている。冒険に便利な能力に加え、イベントも多く、初心者向けキャラとされている。
但し、プレイヤーキャラが一つでも七大秘宝を持っていると即座にねだったり、他のライバル王子と組んで奪い取ろうと狙ってくるという厄介な一面もある。七大秘宝をプレゼントすると、他のヒロインを含め通常アイテムをプレゼントした時とは比べ物にならない程の凄まじい勢いで好感度が上昇する。
彼女のエンディングに関わるイベントで両親にまつわる全ての謎が明かされる。
ディル・パースレイン （声：篠原恵美）
ニックネーム：人間嫌いのディル
年齢：21歳、誕生日：11月6日、血液型：O型 、身長：165cm、3サイズ：B86・W58・H88、靴のサイズ：24cm
好きな物：鞭など長い物、ドラゴン関係、黒い物
魔物使いの少女。幼少時のトラウマのせいで、人格が分裂している。そのため、まともに他人とのコミュニケーションがとれない。王子の前では極度の緊張で女王様のような言葉遣いになってしまう。困った時には「ジョン君」と名づけている鞭に助言を求めたりする（実際には鞭は喋るわけではない）。
実はこの鞭が彼女の秘密に関わっており、その為の目標（＝結婚条件）がクミンと同一である為、攻略はクミンとの二者択一となる。
フェンネル・ナスタチウム （声：笠原弘子）
ニックネーム：ずっこけシスター
年齢：17歳、誕生日：1月15日、血液型：A型 、身長：158cm、3サイズ：B83・W55・H84、靴のサイズ：23cm
好きな物：聖なる物、銀製品、青い物
国の教会に勤めるシスター。明るく素直な性格。オッチョコチョイで失敗ばかりしているので、子供たちからは「ずっこけシスター」と呼ばれている。戦闘はあまり得意ではないがアンデッド系のモンスターに強く、回復魔法を使って王子の体力を回復してくれることもある。
孤児だが、生まれにはある秘密を持っている。

マレイン・フラックス （声：潘恵子）
ニックネーム：熱き肉弾
年齢：19歳、誕生日：7月31日、血液型：AB型 、身長：175cm、3サイズ：B87・W63・H95、靴のサイズ：25.5cm
好きな物：赤い物、人形・像
格闘家の娘。鍛え上げられた屈強な肉体を誇り、極めて男勝りな性格で戦闘も得意。
だが、あるイベントが発生すると好きな王子の前では華奢な少女のように振舞うようになってしまい、急激に弱体化してしまう。しかもその状態で格闘大会に優勝しなければ結婚条件を満たせないため、攻略難度はかなり高い。
実は訓練中に妹を死なせてしまった過去があるらしい。
ローズマリー・キャットニップ （声：鶴ひろみ）
ニックネーム：踊る拡声器
年齢：22歳、誕生日：9月17日、血液型：O型 、身長：167cm、3サイズ：B92・W57・H90、靴のサイズ：24.5cm
好きな物：花および花柄、下着、古い物
父親の酒場でホステス兼踊り子として働いている色っぽいお姉さん。職業柄他の女の子達の動向に敏感。交友関係が広く友人も多い。贈り物を誰にプレゼントすれば良いかの相談に乗ってくれる。
実は古代に栄えた王国の女王が転生した姿なのだが、とある場所に彼女を連れて行かないとイベントとエンディングの条件を満たす事が出来ない。

### サブキャラクター
キングヘンリー 王 （声：内海賢二）
主人公を始めとする4人の王子の父親。極めて豪放磊落な大人物。ノリが軽く、あまり威厳を感じさせない。公式サイトなど、一部メディアでは「グッドヘンリー」という名前になっている場合もある。
アンゼリカ （声：井上喜久子）
城に住んでいる快活な少女。王子4人を「お兄ちゃん」と呼ぶ。ゲームの進行役を務めるナビゲーター。各パート終了後のデータセーブ時にも現われるが、一般的なゲームと違って「セーブしなくてもいいよね？」と聞いてくるのでボタンを連打しているとセーブせずに先に進む事になってしまう。また、投票でプレイヤーが同率1位になると13人目の有権者となって投票に参加する。
大魔道師マジョラム （声：高山みなみ）
カモミールの祖母。大魔道師の名に恥じない実力の持ち主だが、性格の悪さも筋金入り（ただ、孫とキャラウェイについては労わる態度を見せる）。館に一人で住んでいる。
怪盗ヒソップ （声：曽我部和恭）
七大秘宝を集めていることで有名な盗賊。その目的は不明。

タラゴン船長 （声：掛川裕彦）
海賊船ネプチョン号の船長。昔はギャンブラーだったらしい。ある人物のイベントを進めると、その人物の父親である事が判明する。

ニゲラ王子 （声：矢尾一樹）
半魚人の王子。自分のことを大スターと思い込んでおり、態度は大きく人間を徹底的に見下すが実力が伴わない。
アルカネット 女王 （声：冬馬由美）
人魚の女王。優雅で柔らかな物腰だが、怒ると笑顔で雷を落とす。

悪霊チャービル （声：龍田直樹）
かつては妖術師として人々を苦しめていたが、キャラウェイの父に倒され、マジョラムによって封印された。封印される際、子供が醜い仮面が付けて生まれてくる呪いをかけ、その影響でキャラウェイは仮面を付けたまま誕生する事となってしまった。封印された壷はマジョラムの館に保存されていたが、お宝と勘違いしたジンジャーが封印を解いてしまう。

ベトニー 侯爵 （声：曽我部和恭）
12年周期で復活する吸血鬼。前回の復活時にコリアンダーの美しい歌声に惹かれて我が物にしようとしたが、コリアンダーの母の犠牲によって阻止される。コリアンダーの声を失わせた最大の元凶。

コリアンダーの母 （声：篠原恵美）
ハープの演奏者だったが、12年前、ベトニー侯爵に狙われたコリアンダーを我が身を張って助け、命を落としてしまう。この事件が元でコリアンダーは声を失ってしまった。
セルリアック将軍 （声：銀河万丈）
天界でクーデターを起こした魔族の将軍。地上に逃げ延びた天界の王族の生き残りを探している。
青竜ウォー （声：龍田直樹）、赤竜ルダー （声：掛川裕彦）、黒竜マンダー （声：銀河万丈）
300年前に人間界を脅かした3匹のドラゴン。王子の先祖達によって封印されていたが、お宝と勘違いしたジンジャーが封印を解いてしまう。

ステビア女王 （声：鶴ひろみ）
千年前、繁栄を誇っていた魔法王国の女王。身分違いの恋を乗り越えてようやく結婚にこぎつけたが、結婚式の前夜、突然王国を魔法の炎に包んで滅ぼしてしまう。女王の墓は巨大な神殿となっている。

イリス （声：荒木香恵）
チコリの母。チコリが生まれてすぐ、妖精の呪いを受けて深い眠りに落ちてしまった。それ以来当時の姿のままで森で眠っている。起こすためには七大秘宝が必要らしい。
ミノネット （声：潘恵子）
マレインの双子の妹。マレインと正反対で女の子らしい性格。幼い頃、マレインとの格闘技の訓練中の事故でそのまま帰らぬ人となった。

カモミールの父 （声：龍田直樹）
高名な科学者。ある日突然行方不明になってしまう。マジョラムと仲が悪く、カモミールは祖母の仕業ではないかと疑う。
ヤロー族の酋長 （声：掛川裕彦）
年に8回開かれる格闘大会の進行役を務める。
コーン
ヤロー族の屈強な戦士。
コックル
コーンのパートナーの女戦士。
衛兵A （声：長嶝高士）、衛兵B （声：志賀克也）
ドラマCD版に登場。
ナレーター （声：篠原恵美）
ドラマCD版に登場。主人公の意向を無視し、無理やりにストーリーを進めたり、次回への引きを行う。

## ラジオ番組
1997年4月から同年10月まで、文化放送にて『PARAGEKI-2 古本新之輔の俺がネクストキング』が放送された。パーソナリティーは古本新之輔、アシスタントは篠原恵美。この番組内で、本作のラジオドラマが放送され、後にCDとして市販されることになった。
| 文化放送 土曜22:30-23:00                                | 文化放送 土曜22:30-23:00                                                                                     | 文化放送 土曜22:30-23:00                          |
| 前番組                                                  | 番組名 | 次番組                                            |
| ------------------------------------------------------- | --- | ------------------------------------------------- |
| 古本新之輔のパラシュート遊激隊 （1995年10月-1997年3月） | 古本新之輔の俺がネクストキング （1997年4月-1997年10月） 初回のみナイターのため 放送時間を18:20 - 18:50に変更 | 銀河お嬢様電波ユナラジオ （1997年10月-1998年3月） |

## 主題歌
- オープニングテーマ：『がんばって』

作詞：えびね遊子 作詞・作曲・編曲：庄野賢一 歌：翠玲
- エンディングテーマ：『ありがとう さようなら』

作詞：朝井雪 作曲・編曲：神尾憲一 歌：井上喜久子
歌唱はコリアンダーとのエンディングのみ（コリアンダー以外はインストゥルメンタル）。

## 関連書籍
ネクストキング 恋の千年王国 公式ガイド ～benefit from herb～
- 発行：アスキー、発売：アスペクト、ISBN 4-89366-755-6

ネクストキング 恋の千年王国 ビジュアルファンブック
- 発行：ローカス、発売：主婦の友社、ISBN 4-07-390047-1

ネクストキング 恋の千年王国 完全攻略ガイドブック
- 発行、発売：NTT出版、ISBN 4-87188-869-X